# Sierra de Yeguas
Sierra de Yeguas és un municipi d'Andalusia, situat al marge nord-occidental de la comarca d'Antequera, fent frontera entre la província de Màlaga i la província de Sevilla. Limita amb els municipis de La Roda de Andalucía, Martín de la Jara, Fuente de Piedra i Campillos.

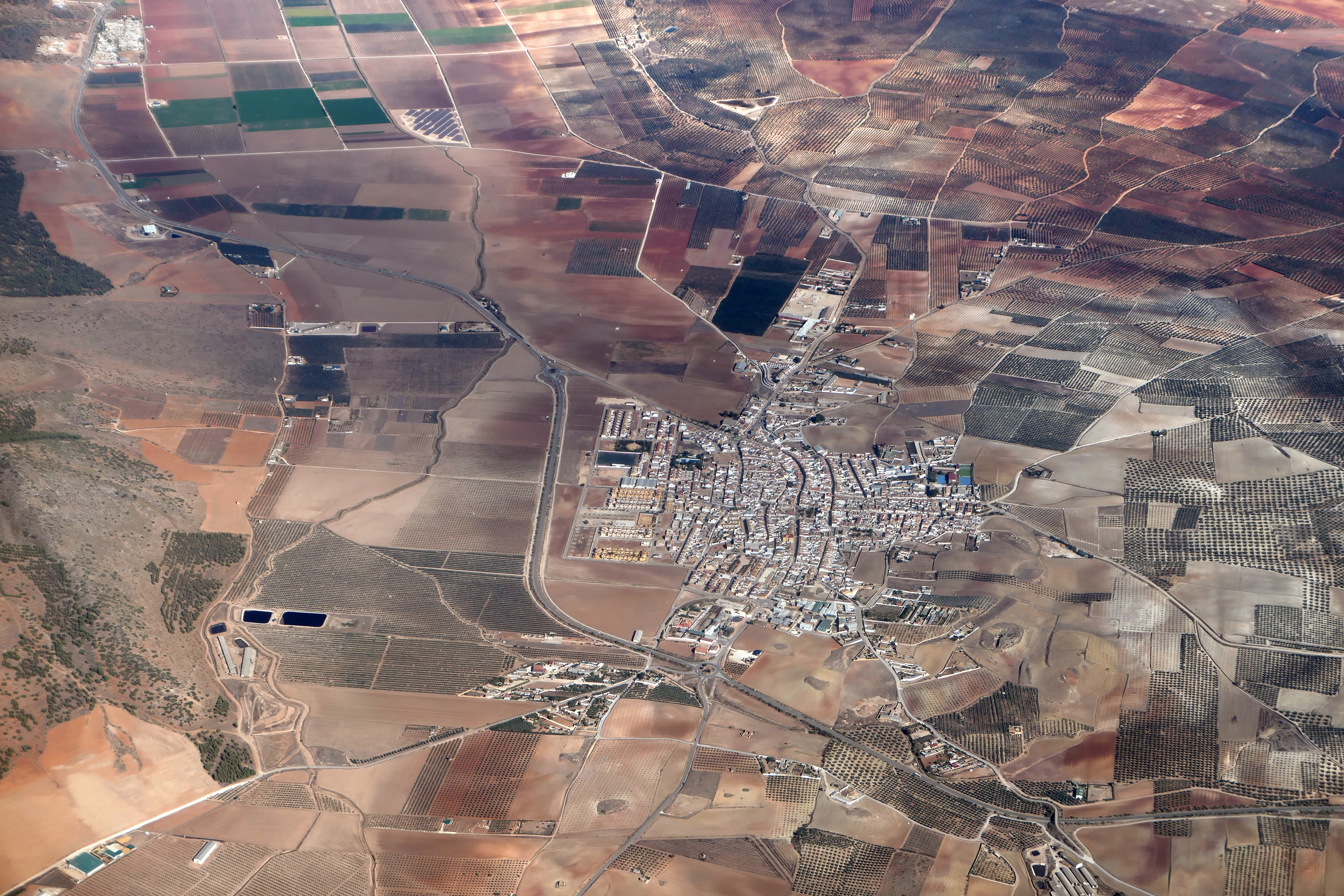

## Història
El poble és de fundació relativament moderna, mitjans del segle xvi i els documents més antics que es conserven en els arxius parroquials i municipals daten dels segles xvi i xvii. Pel nom, se suposa que els habitants d'aquest terme es dedicaven a la criança de bestiar equí, existint al sud de la població un pilar que es creu era el abrevadero general. No obstant això, no gaire lluny del lloc on actualment es troba el nucli urbà, s'han trobat restes pertanyents al Neolític, com destrals de pedra lluentada, que acrediten la presència de l'home primitiu per aquests voltants. El fet històric més important del que es tenen notícies no documentades és el pas per la Sierra del Puntal, de les tropes del regent Ferran, oncle del rei Joan II de Castella, abans de la conquesta d'Antequera en 1410.
Si això va ser cert, els paratges que envolten Sierra de Yeguas veurien una de les formacions militars més grans d'aquells temps, amb hosts portades de Castella, Écija, Marchena, Sevilla i d'altres llocs on els vassalls del rei tenien tropes avançades. El personatge més important que mereix destacar-se, no per ser nascut al poble, sinó com a mostra de gratitud cap a ell, és Francisco Granados Arjona (1835-1919), natural de Benamejí, qui va afirmar que sota la serra havia aigua abundant, tan necessària. Va fer el possible per convèncer a tot el poble del pes de la seva raó i va invertir el seu propi capital a cavar pous amb becs i pales, que no es van poder concloure a l'esgotar-se els seus mitjans econòmics. Seixanta anys després, en el mateix lloc i amb materials moderns de perforació s'han fet nombrosos pous que donen aigua a moltes hectàrees de cultiu, que han canviat la fesomia del poble i els seus voltants.